# Riccia crustata
Riccia crustata là một loài rêu trong họ Ricciaceae. Loài này được Trab. ex Grolle mô tả khoa học đầu tiên năm 1975.